# 오가사와라 진

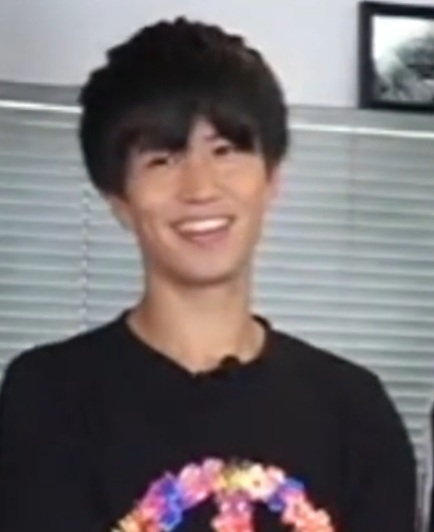

오가사와라 진(小笠原仁, 1994년 8월 16일 ~ )은 일본의 남자 성우이다. EARLY WING 소속.
가나가와현 출신.